# Lacus Hiemalis
Lacus Hiemalis – lateinisch für Winter-See – ist ein erstarrter Lavasee auf dem Mond. Die Bezeichnung wurde durch die Internationale Astronomische Union im Jahr 1976 festgelegt.
Die kleine Marefläche hat einen mittleren Durchmesser von 50 Kilometer und liegt auf der erdzugewandten Mondseite bei den selenografischen Koordinaten 15 Grad Nord und 14 Grad Ost.
Umgeben ist der See im Nordwesten von Lacus Gaudii, im Westen von Lacus Lenitatis und im Nordosten von dem 14 Kilometer breiten Krater Daubrée, dessen Grund ebenfalls von Lava überflutet worden ist. In nordöstlicher Nähe befindet sich am Rand des Mare Serenitatis der im Durchmesser 27 Kilometer große Krater Menelaus.